# Karta Ratownicza

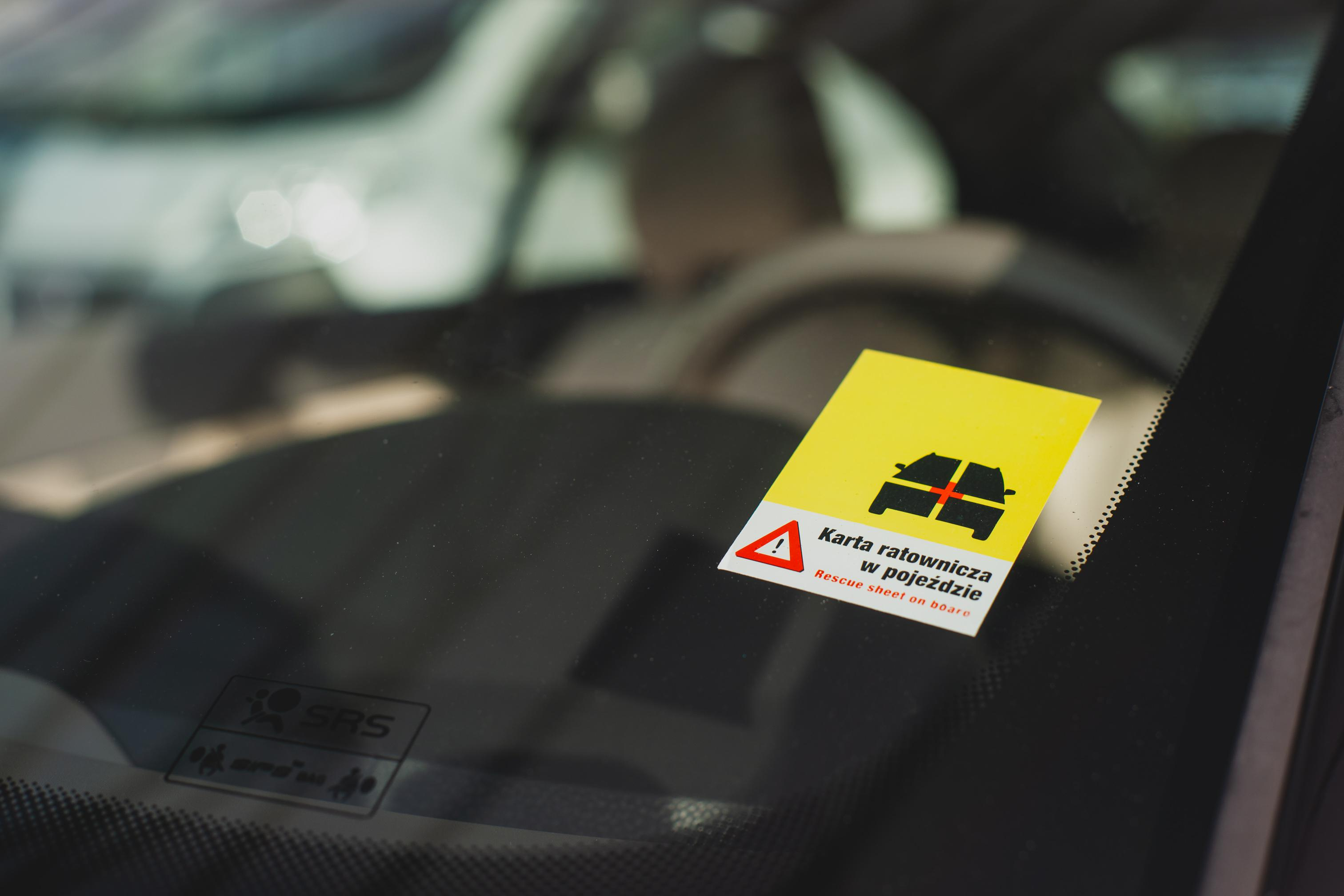
Nalepka informacyjna - sygnał dla służb ratunkowych o Karcie Ratowniczej, znajdującej się za osłoną przeciwsłoneczną kierowcy

Karta Ratownicza – element wyposażenia samochodu będący kartką (lub kartkami) kolorowego wydruku w formacie A4, przedstawiający schemat danego pojazdu z zaznaczonymi elementami konstrukcyjnymi oraz wyposażenia, usprawniający prowadzenie akcji ratowniczych w razie wystąpienia wypadku drogowego. Obecność fizycznej Karty Ratowniczej w samochodzie oznaczana jest żółto-czarną nalepką na przedniej szybie.
Karty Ratownicze są ogólnoeuropejską inicjatywą, w której udział bierze również Polska.

## Historia
Karty Ratownicze w Polsce zostały wprowadzone w ramach akcji społecznej „Karta Ratownicza w pojeździe”. Akcja jest prowadzona od 8 stycznia 2014 roku przez Związek Dealerów Samochodów, Polski Związek Przemysłu Motoryzacyjnego przy współpracy z Państwową Strażą Pożarną.

## Założenia akcji
Karty Ratownicze są przygotowywane przez producentów. Karty zostały opracowane oraz wprowadzone do powszechnego dostępu przez producentów samochodów funkcjonujących na rynku europejskim. Zdarza się, że producenci przygotowują Karty dla modeli nie będących w produkcji lub w przypadku pojazdów zabytkowych.
Tłumaczeniem Kart na języki urzędowe obowiązujące w państwach, które akcja objęła swoim zasięgiem, zajmują się importerzy, czyli podmioty odpowiedzialne za współpracę pomiędzy producentami samochodów a autoryzowanymi dealerami.
Pierwotnie w darmową dystrybucję Kart Ratowniczych byli zaangażowani wyłącznie autoryzowani dealerzy samochodów oraz autoryzowane stacje obsługi, tę rolę pełnią również inne podmioty związane z branżą.

## Elementy Karty Ratowniczej
Karta Ratownicza składa się z przynajmniej jednej kartki kolorowego wydruku A4. W przypadku starszych samochodów wykorzystujących konwencjonalne napędy Karty Ratownicze składały się maksymalnie z dwóch stron. W przypadku samochodów hybrydowych, elektrycznych i wodorowych zdarza się, że Karty Ratownicze stają się swoistą instrukcją wykorzystującą niekiedy osiem stron wydruku A4.
Wszystkie Karty Ratownicze, niezależnie od marki samochodu, korzystają z zestawu piktogramów odpowiadających elementom zaznaczonym na schemacie karoserii danego samochodu. W przypadku samochodów hybrydowych i elektrycznych są zamieszczone dodatkowe instrukcje dotyczące sposobu rozłączenia układu wysokonapięciowego.
Karta Ratownicza jest umieszczana zawsze za osłoną przeciwsłoneczną kierowcy. Jest to jedyne miejsce, w którym ekipy ratownicze szukają Karty. W przypadku umieszczenia Karty Ratowniczej w innym miejscu lub jej braku, w razie wypadku służby ratownicze przystąpią do standardowej procedury uwalniania poszkodowanych z wraku samochodu.

## Nalepka informacyjna
Nalepka informacyjna jest elementem rozpoznawczym przygotowanym dla służb ratowniczych pojawiających się na miejscu wypadku. Standardowo żółta nalepka informacyjna jest umieszczana po wewnętrznej stronie przedniej szyby pojazdu, po stronie kierowcy. Żółto-czarna nalepka jest niezbędna dla zidentyfikowania czy pojazd jest wyposażony w Kartę Ratowniczą. Służby ratownicze nie szukają Kart w pojazdach nieoznaczonych nalepką informacyjną.